# Correio da Manhã
Para el diario brasileño, véase Correio da Manhã (Brasil).
Correio da Manhã (lit. Correo de la mañana) es un periódico nacional sensacionalista matutino portugués de periodicidad diaria, publicado en Lisboa por el grupo Medialivre y dirigido por João Marcelino. En febrero de 2016, era el periódico diario más vendido en Portugal.
Tiene una línea editorial conservadora.
El Correio da Manhã posee tres revistas que se distribuyen los viernes, sábados y domingos, gratuitamente de forma conjunta con el periódico. Son respectivamente: TV, Vidas y Correio de Domingo.